# رور (رود)
رور رودی است به راین می‌ریزد. این رود از کشور آلمان می‌گذرد.